# Ansbachs fajansmanufaktur
Anbachs fajansmanufaktur var en fajanstillverkare i Ansbach, grundad 1709, omkring 1760 flyttad till Bruckberg då man även började tillverka porslin.
Fabriken kom att utveckla en egen barockstil med arabesker och band, senare även med dekorer hämtade från porslinfabriken i Rouen. Man började ungefär samtidigt att influeras av det kinesiska famille verte-porslinet. Efter 1740 märks tydligare inflyenser från Meissenporslinet. Användningen av muffelfärger och påverkades särskilt av Adam Friedrich von Löwenfinck. Fabriken kom att fortsätta sin verksamhet i Bruckberg fram till 1860.